# Dolf van den Brink
Dolf van den Brink (Bussum, 25 juli 1973) is een Nederlandse topfunctionaris en sinds juni 2020 CEO van de Nederlandse bierbrouwer Heineken.

## Biografie
Van den Brink groeide op in het Gooi, als oudste in een gezin met vier kinderen. Zijn vader was directielid bij ABN Amro. Hij studeerde vanaf 1991 bedrijfskunde en filosofie aan de Rijksuniversiteit Groningen en ging na zijn afstuderen in 1998 als trainee aan de slag bij Heineken.
Na verschillende sales- en marketingfuncties in Nederland werd hij in 2005 commercieel directeur voor de brouwerij in Congo. Van den Brink trad op 1 juni 2020 aan als CEO van Heineken N.V. en volgde Jean-François van Boxmeer op. Voordat hij CEO werd, was hij president van de Asia Pacific-regio en lid van het Executive Team bij Heineken. 
Van den Brink is getrouwd en heeft twee dochters.

## Wetenswaardigheid
- Van den Brink stond in 2012 op de ’40 onder 40′-lijst van het Amerikaanse zakenblad Fortune.[6]